# Chris Mann

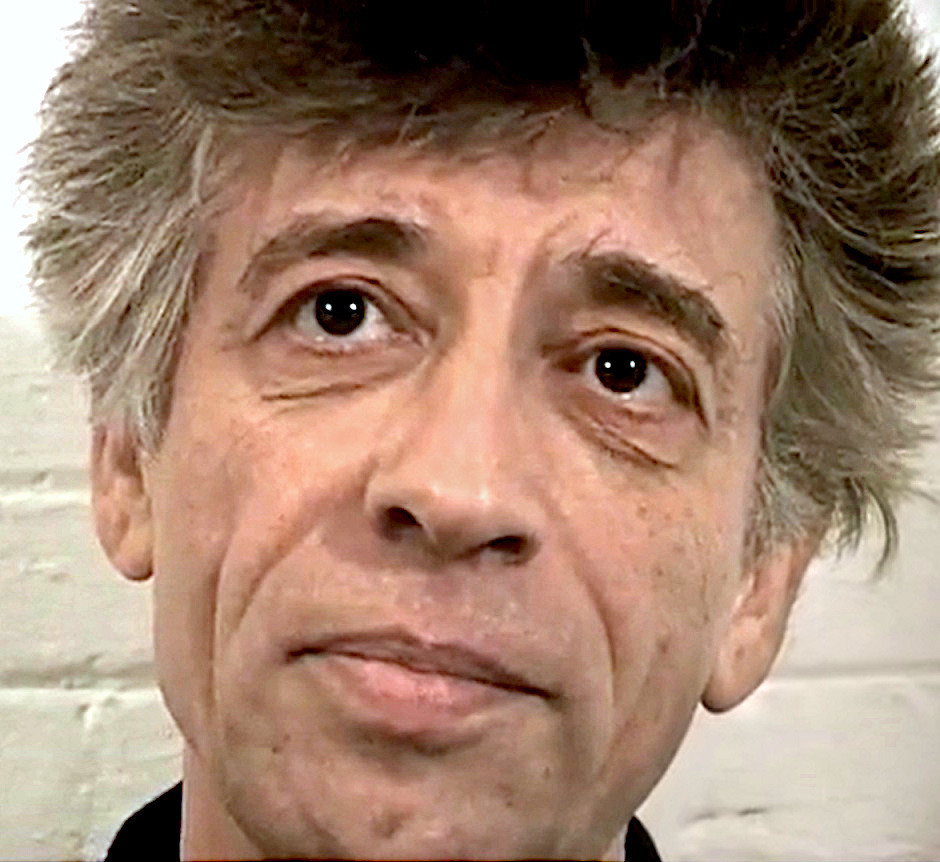
Chris Mann (2009)

Chris Mann (* 1949 in Melbourne; † 12. September 2018 in New York City) war ein australischer Lyriker, Komponist und Performer.

## Biographie
Der Sohn jüdischer Flüchtlinge aus Deutschland studierte bis 1969 Sinologie und Linguistik an der University of Melbourne. 1977 war er Koordinator eines UNESCO-Projektes über die akustische Grammatik natürlicher Sprachen. Seit den 1980er Jahren lebte er in New York.
Mann, der sich selbst als „kompositionellen Linguisten“ bezeichnete, veröffentlichte poetische und lautpoetische Werke sowie experimentelle Kompositionen. Vor allem wurde er als Interpret klangpoetischer Werke als Solist oder in Zusammenarbeit mit Künstlern wie Tom Buckner, John Cage, David Dunn, Gary Hill, Johnny Klimek, Annea Lockwood, Larry Polansky und den Gruppen Machine for Making Sense und The Impediments bekannt, wobei er sich – oft humoristisch – besonders für das gesprochene australische Englisch unter Einbeziehung des Slang interessierte.
Seine Performances wurden von Rundfunksendern wie der BBC London, dem SFB und dem ORF übertragen. Er trat bei zahlreichen Festivals auf, so beim Paris Autumn Festival (1983), dem Anzart Festival (Hobart, 1983), der Ars Electronica (Linz, 1989), dem Festival de la Bâtie (Genf, 1989, 1997), Sprach Ton Art (Berlin, 1989), dem Brisbane Biennial (1990), dem V2 Festival (Rotterdam, 1991), dem Urban Aboriginal Festival (Berlin, 1993), dem Taklos Festival (Genf, 1994), dem Internationalen Festival der Lautpoesie (Berlin, 1996), der Experimenta (Buenos Aires, 1999) und dem Adelaide Festival (Adelaide, 2000).

## Werke
- Words & Classes (Melbourne, 1978),
- doin 2s (Melbourne, 1982)
- doin 2s (Paris, 1983)
- Word for word (New York, 1983)
- Subjective beats metaphor (Melbourne, 1985), MC
- LA DE DA(Melbourne, 1985)
- The Rationales (Melbourne, 1986), MC
- da-dum (Melbourne, 1987), MC
- of course (Melbourne, 1988)
- Tuesday (Melbourne, 1989)
- Birth of Peace (Melbourne, 1990), MC
- 62 Composers on Chris Mann (Hannover, 1997)
- Working hypothesis (Barrytown, 1998)

## Diskographie
- 38'37'' A Machine for Making Sense (Melbourne, 1990)
- on second thoughts (Sydney – New York, 1994)
- Talk is Cheap (Potts Point, 1996)
- consciousness (Potts Point, 1999)
- Chris Mann and the Impediments (New York, 1995)

## Weblink
- Homepage von Chris Mann